# エアフォース (テレビドラマ)
『エアフォース』（原題：에어포스）は、2000年に韓国MBCと大韓民国国防部が共同制作した特別テレビドラマである。2000年11月15日と16日の2日間に分けて放送された。

## 概要
『国軍の日』の特集ドラマとして韓国MBCと大韓民国国防部で共同制作された。企画・製作・撮影には韓国空軍が全面協力しており、ドラマ内で使用されている最新鋭戦闘機や銃器などは全て韓国空軍の実物を使用している。リュ・ジン、キム・ジョンウン、チョン・ジュノなど豪華な俳優陣を起用しており、制作費は2日間で10億ウォン。

## 出演
- リュ・ジン
- キム・ジョンウン
- チョン・ジュノ
- チェ・リム
- チェ・ジュンヨン

## スタッフ
- 脚本：チェ・ワンギュ
- 演出：イ・ジンソク